# Бубнов, Юрий Николаевич (химик)
Ю́рий Никола́евич Бу́бнов (род. 1934) — советский и российский химик-органик; академик РАН (2000).

## Биография
Родился 1 октября 1934 года в Ростове, ныне Ярославской области.
Окончил химический факультет МГУ в 1957 году. В 1961 году защитил диссертацию на соискание учёной степени кандидата химических наук, а в 1984 году — диссертацию на соискание учёной степени доктора химических наук. В 1991 году Ю. Н. Бубнову было присвоено учёное звание профессора.
Аспирант (1957—1960), младший (1960—1966) и старший научный сотрудник (1966—1984), заведующий лабораторией карбоциклических соединений Института органической химии им. Н. Д. Зелинского АН (с 1984 года). В 1994—1996 годах — заместитель директора, а с 1996 по 2013 года — директор Института элементоорганических соединений имени А. Н. Несмеянова РАН (ИНЭОС РАН). В настоящее время — главный научный сотрудник ИНЭОС РАН.
31 марта 1994 года Ю. Н. Бубнов был избран членом-корреспондентом РАН по Отделению общей и технической химии (органическая химия). 26 мая 2000 года Ю. Н. Бубнова избрали действительным членом РАН по Отделению общей и технической химии (органическая химия).
Член бюро Отделения химии и наук о материалах РАН, член Научного совета по органической и элементоорганической химии при Президиуме РАН (с 1999 года). Член комиссии по каркасным соединениям Научного совета РАН по тонкому органическому синтезу. Член международного оргкомитета конференций по химии соединений бора (IMEBORON) (с 1987 года).
Член редколлегии журнала «Успехи химии» (с 1998 года).
Женат.

## Научная деятельность
Основные научные результаты Ю. Н. Бубнова относятся к области органической и металлоорганической химии. Главным направлением его научной деятельности при этом является химия борорганических соединений, включая изучение их динамики (боротропия), стереохимии и возможностей применения в органическом синтезе и других практических приложениях.
Ю. Н. Бубновым были открыты фундаментальные реакции аллилборирования (1964), аллилбор-ацетиленовой конденсации (1965), восстановительного аллилирования ароматических азотных гетероциклов (1992), которые легли в основу принципиально новой стратегии конструирования непредельных, циклических, гетероциклических и каркасных структур из простых непредельных производных бора. Он построил научную классификацию реакций органоборанов. Результаты исследований Ю. Н. Бубнова нашли непосредственное применение при создании полученных в возглавляемом им коллективе оригинальных бор-содержащих препаратов, предназначенных для лечения и профилактики гриппа домашней птицы, в том числе вызванного вирусами подтипа H5N1.
Опираясь на разработанную им «борную методологию», Ю. Н. Бубнов и его сотрудники получили многие важные природные вещества и их аналоги: цефалотаксин (с его антилейкемийным и противомалярийным действием), ремантадин (противогриппозное средство), эрнандульцин (вещество, которое в 3000 раз слаще сахара), мускарин (содержащийся в мухоморах ядовитый алкалоид), индолизидины и пинидины (компоненты яда древесных лягушек), половые феромоны насекомых ипсенол и ипсдиенол, нейромодулятор GABOB и др.
Автор около 440 научных работ, в том числе двух книг, глав в книгах и обзорных статей.
Подготовил 22 кандидата наук, среди которых двое позднее защитили докторские диссертации.

## Основные работы
- Organoboron compounds in organic synthesis. Chur; N. Y., 1984 (with B. Mikhailov).

## Награды
- Орден Почёта (2005) — за заслуги в области науки и образования и многолетнюю плодотворную деятельность[6]
- Орден Дружбы (1999) — за большой вклад в развитие отечественной науки, подготовку высококвалифицированных кадров и в связи с 275-летием Российской академии наук[7]
- медаль ордена «За заслуги перед Отечеством» II степени (2022) — за большой вклад в развитие науки и многолетнюю добросовестную работу[8]
- Медаль «За доблестный труд. В ознаменование 100-летия со дня рождения Владимира Ильича Ленина» (1970)[4]
- Медаль имени Н. Коперника (Университет г. Торунь, Польша, 1989)[4]
- Лауреат Премии имени А. Н. Несмеянова (РАН, 2006) — за цикл работ «Аллилбораны. Принципы реагирования и применение в органическом синтезе»[1]